# Сен-Тропе (аеропорт)
Аеропорт Ла-Моль — Сен-Тропе  (фр. Aéroport de La Môle – Saint-Tropez, IATA: LTT, ICAO: LFTZ) — аеропорт, розташований у Ла-Моль, за 15 км SW від Сен-Тропе, департамент Вар регіону Прованс — Альпи — Лазурний Берег на південному сході Франції.

## Опис
Термінал аеропорту має доступ для людей з обмеженими фізичними можливостями і займає площу 750 м². Аеропорт має ангари загальною площею 1200 м², заправну станцію та злітно-посадкову смугу завдовжки 1180 м. Аеровокзал відкритий для мандрівників з 7:00 до 19:00. Нова контрольна вежа відкрита з жовтня 2010 року. Відтоді також є загальнодоступний Wi-Fi.

## Авіалінії та напрямки, листопад 2020
| Авіакомпанія  | Пункт призначення       |
| ------------- | ----------------------- |
| Air Glaciers  | Сезонний: Женева, Сьйон |
| Heli Securite | Сезонний: Ніцца         |